# Papado del Renacimiento

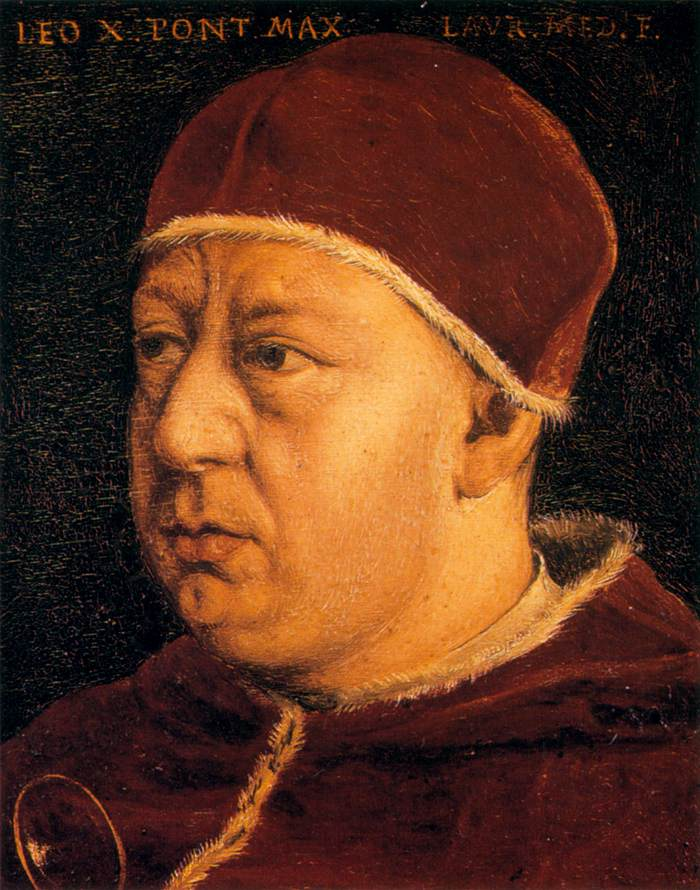
León X, el papa renacentista por excelencia

Se denomina papado del Renacimiento al periodo histórico papal comprendido entre el Cisma de Occidente y la Reforma protestante. Desde la elección papal de Martín V durante el Concilio de Constanza de 1417 hasta el inicio de la revolución protestante en el siglo XVI, la cristiandad occidental estuvo en gran medida libre de cismas así como de importantes reclamantes papales. Hubo muchas divisiones importantes sobre la dirección de la religión, pero se resolvieron mediante los procedimientos entonces establecidos del cónclave papal.
Los papas de este período eran un reflejo del Colegio de Cardenales que los elegía. El Colegio estaba dominado por  cardenales-sobrinos (familiares de los papas que los encumbraron), cardenales-corona (representantes de las monarquías católicas de Europa) y miembros de las poderosas familias italianas. Durante este periodo hubo dos papas de las casas de Borja y Della Rovere, y tres de la Casa de los Médici. Los papas y cardenales ricos patrocinaron cada vez más el arte renacentista y la arquitectura, (re)construyendo los monumentos de Roma desde cero.
Los Estados Pontificios empezaron a parecerse a un Estado-nación moderno durante este periodo, y el papado tomó un papel cada vez más activo en las guerras y la diplomacia europeas. Los papas fueron llamados con más frecuencia a arbitrar disputas entre potencias coloniales que a resolver complicadas disputas teológicas. En la medida en que este período es relevante para el dogma católico moderno, es en el ámbito de la supremacía papal. Ninguno de estos papas ha sido canonizado, ni siquiera considerado como beato o venerable.

## Resumen
El período comprendido entre el final del Cisma de Occidente en 1417 y el Concilio de Trento (1534-1563) es una aproximación que utilizan los estudiosos para datar el Papado del Renacimiento y separarlo de la época de la Contrarreforma.

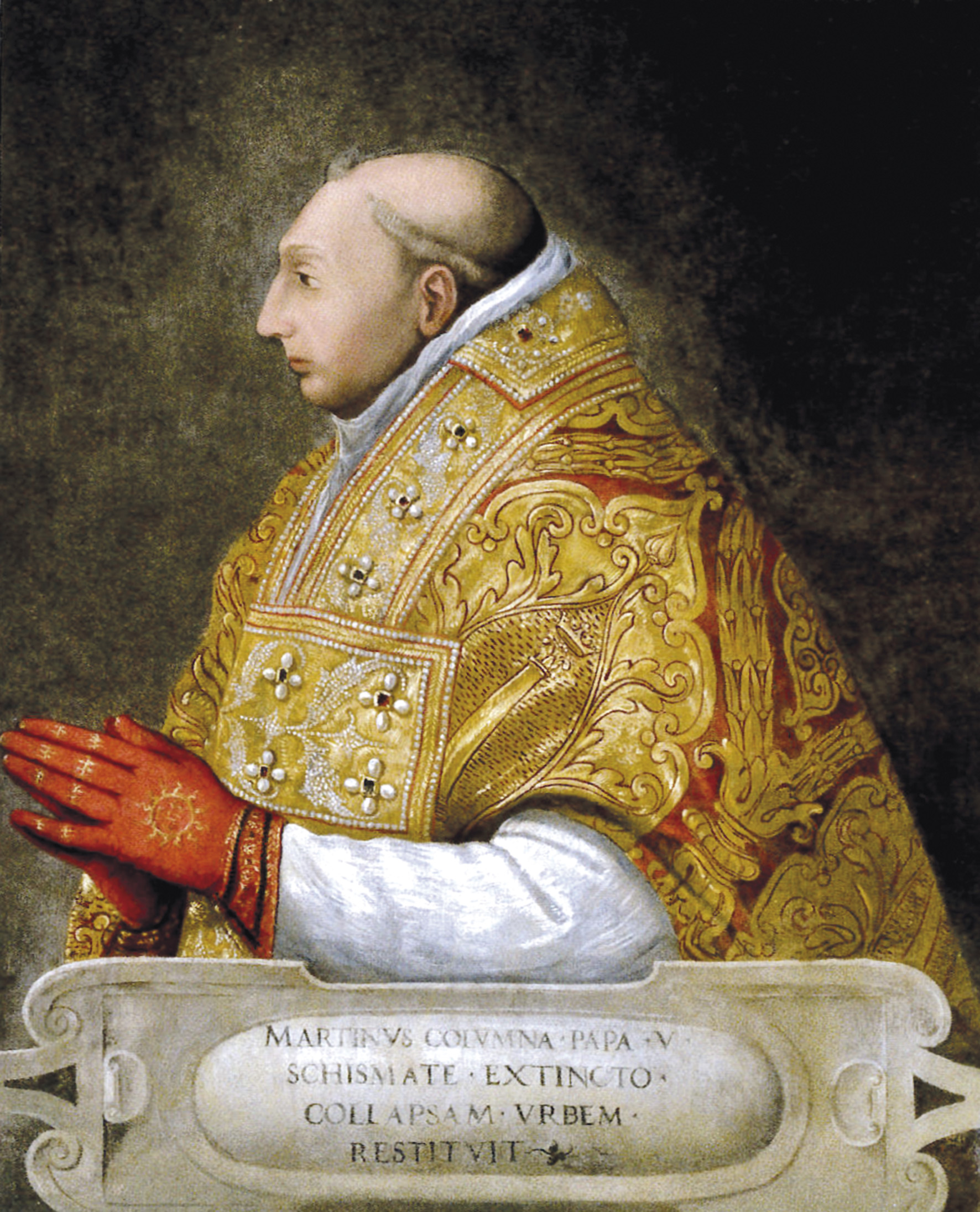
Papa Martín V (1417–1431)
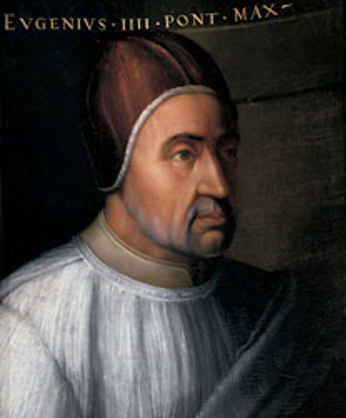
Papa Eugenio IV (1431–1447)
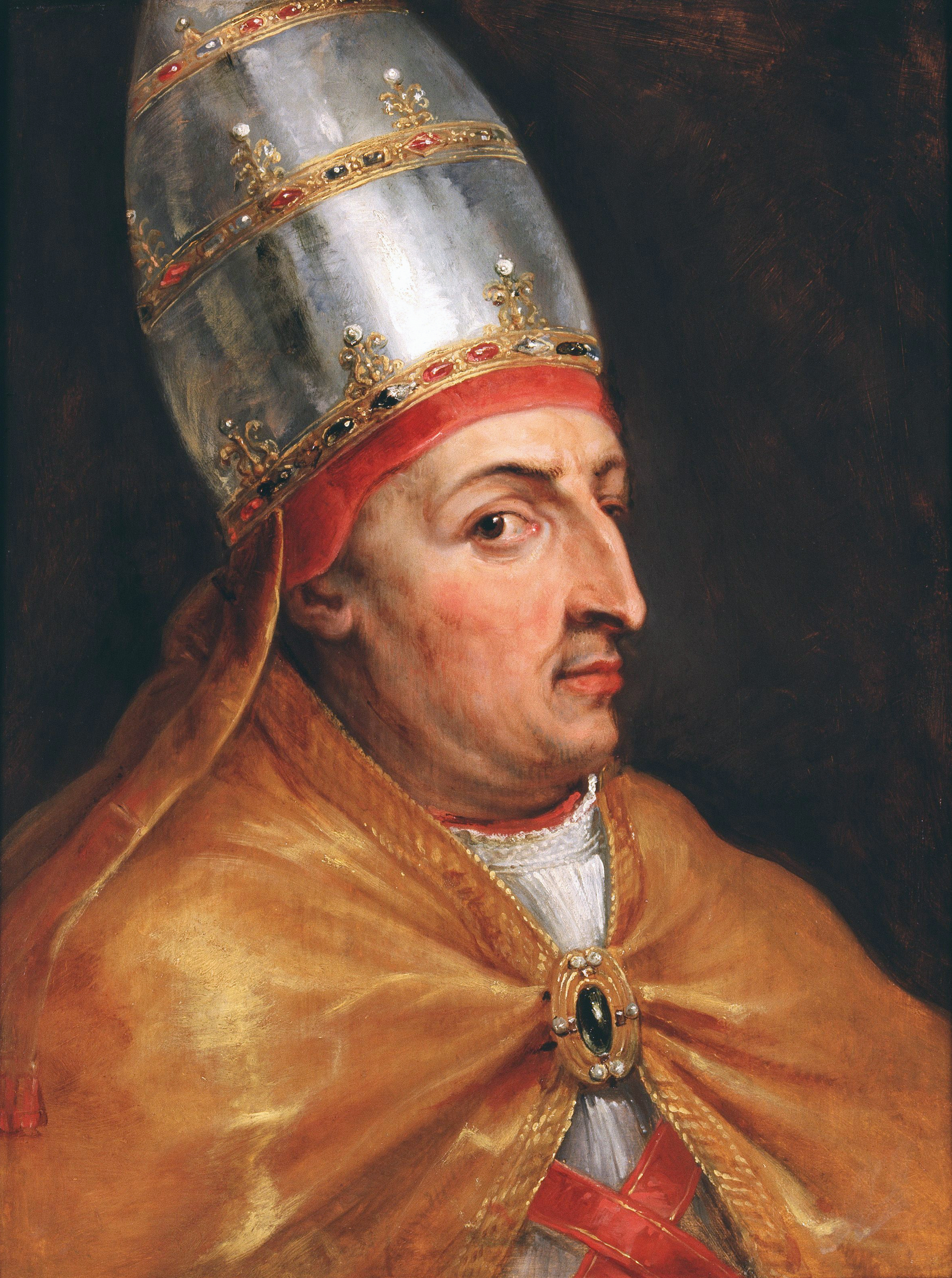
Papa Nicolás V (1447–1455)
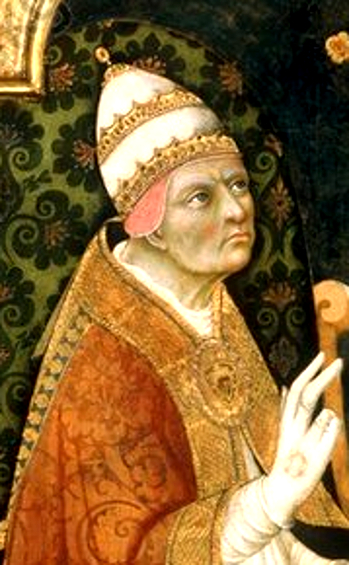
Papa Calixto III (1455–1458)
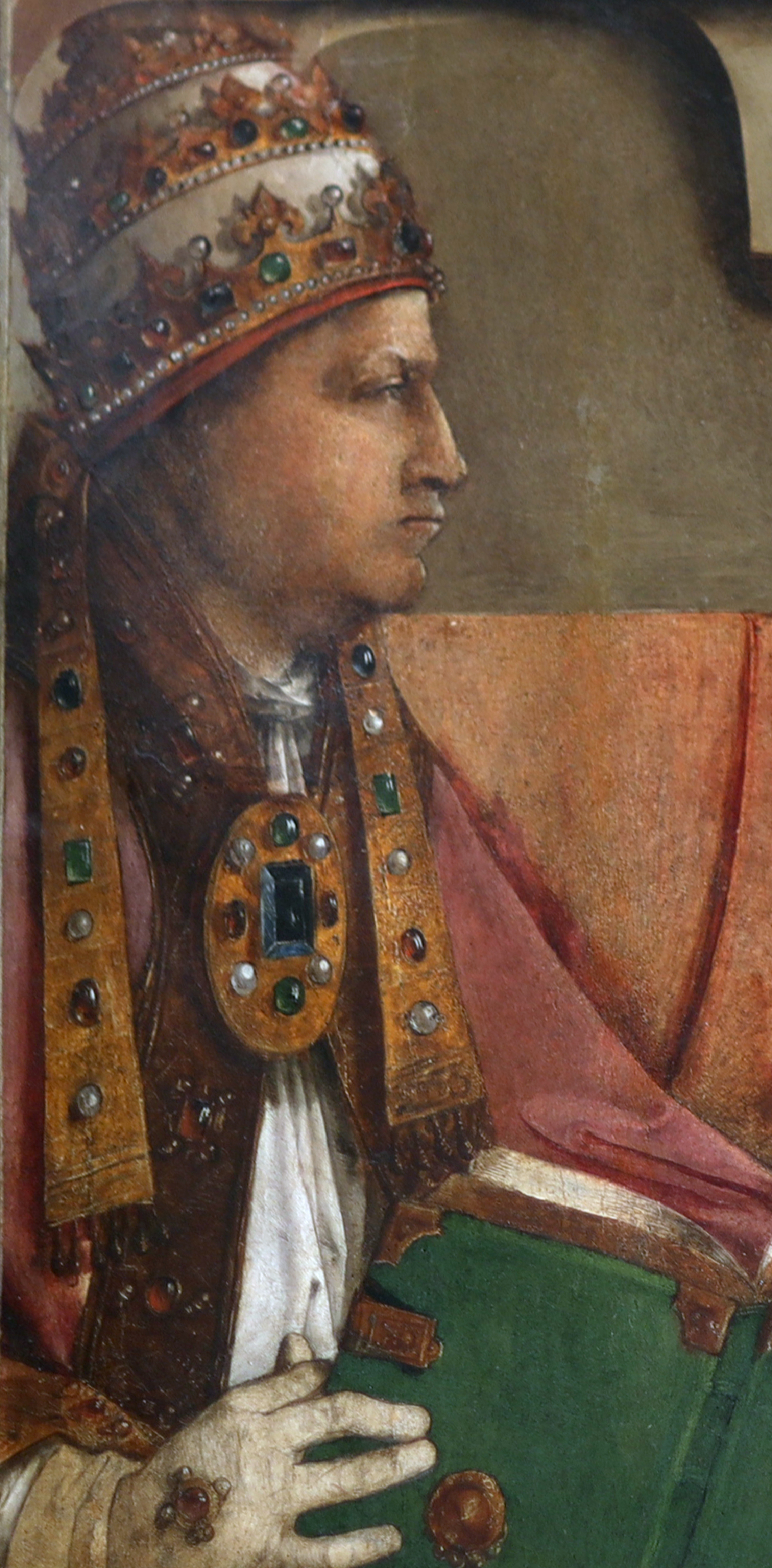
Papa Pío II (1458–1464)
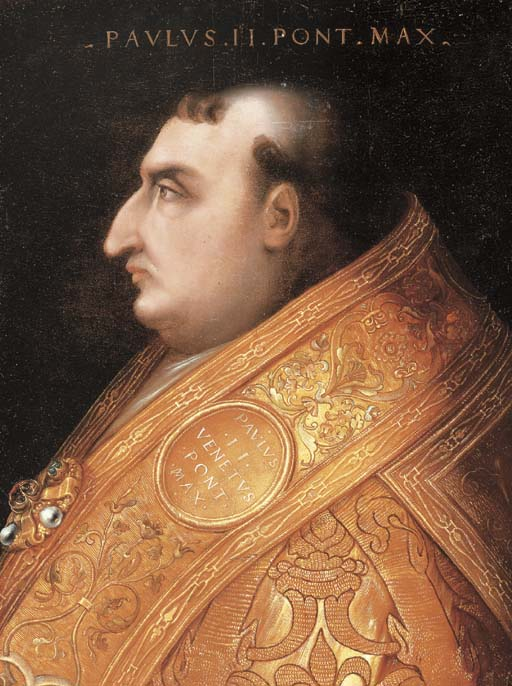
Papa Pablo II (1464–1471)
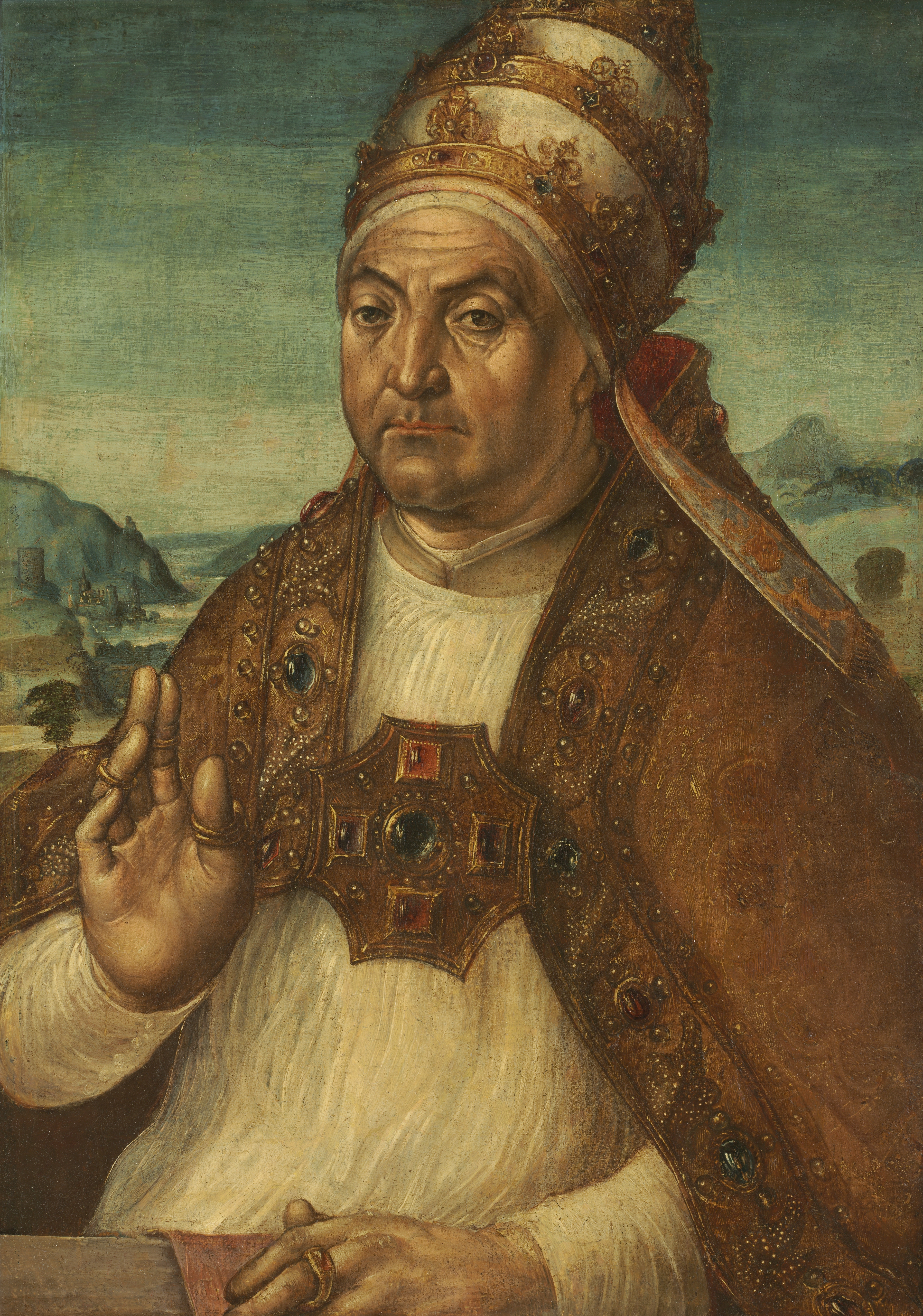
Papa Sixto IV (1471–1484)
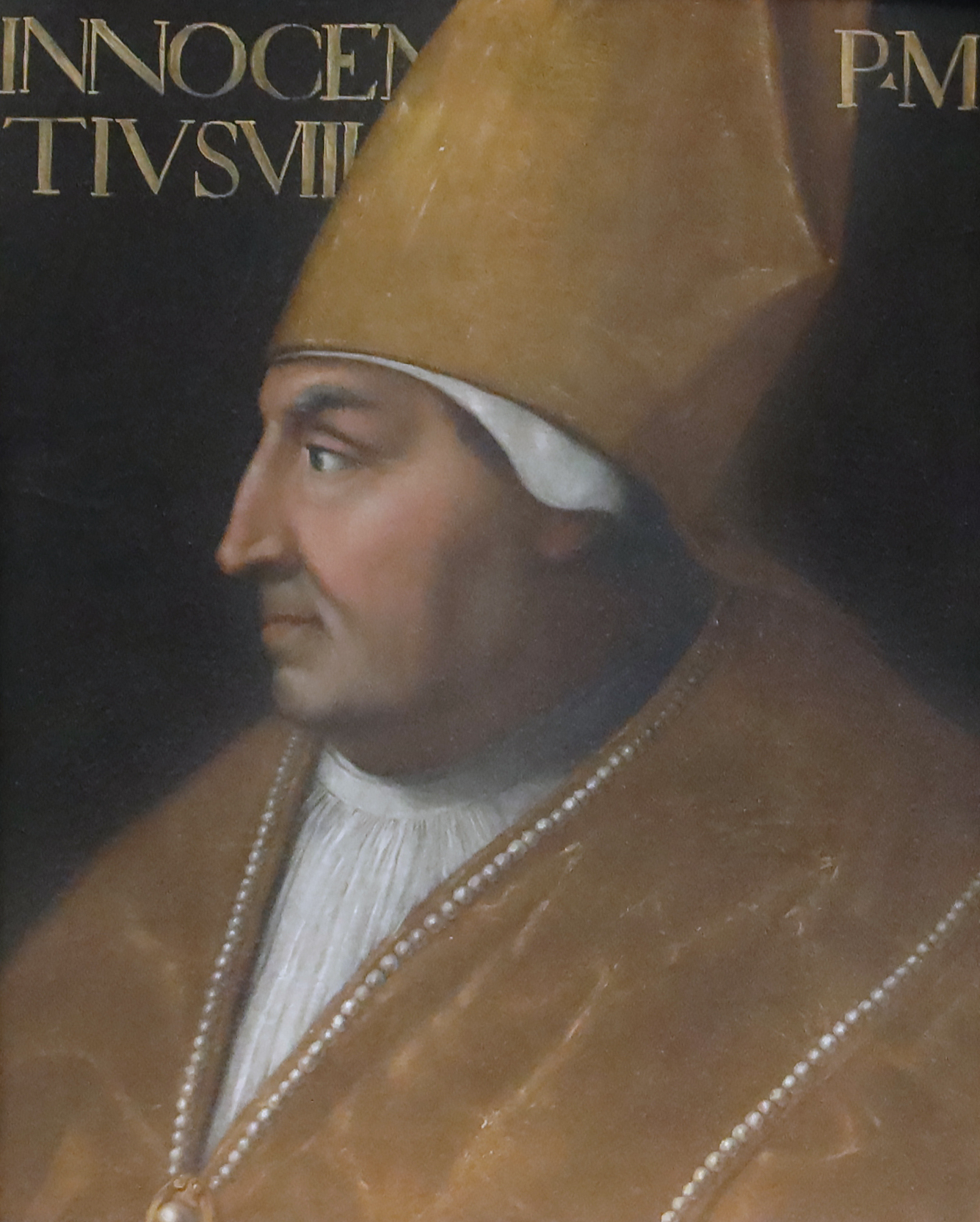
Papa Inocencio VIII (1484–1492)
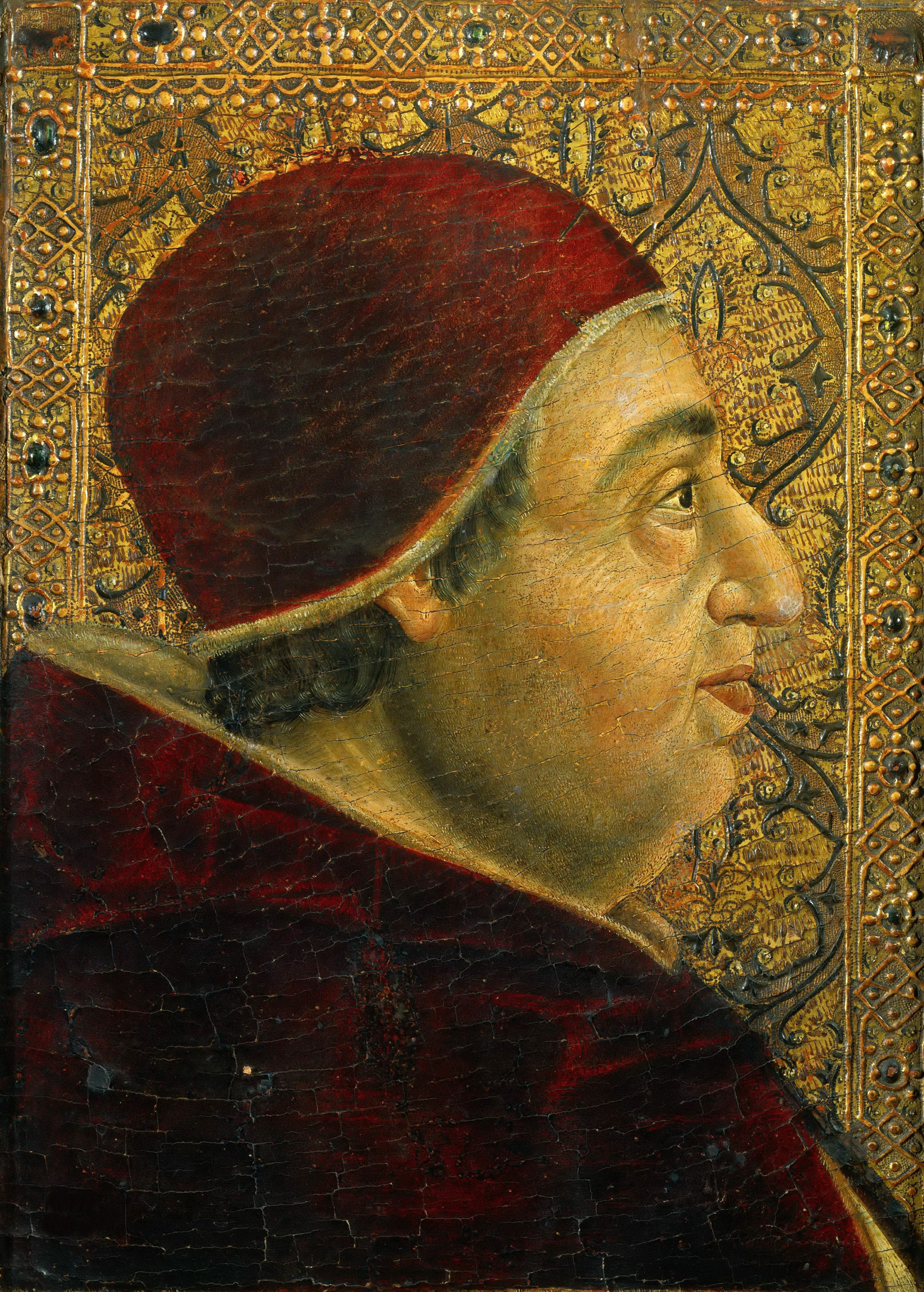
Papa Alejandro VI (1492–1503)
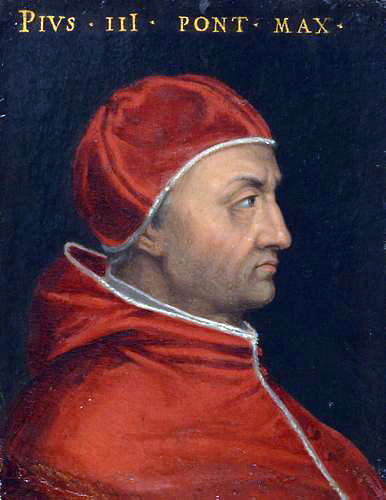
Papa Pío III (1503)
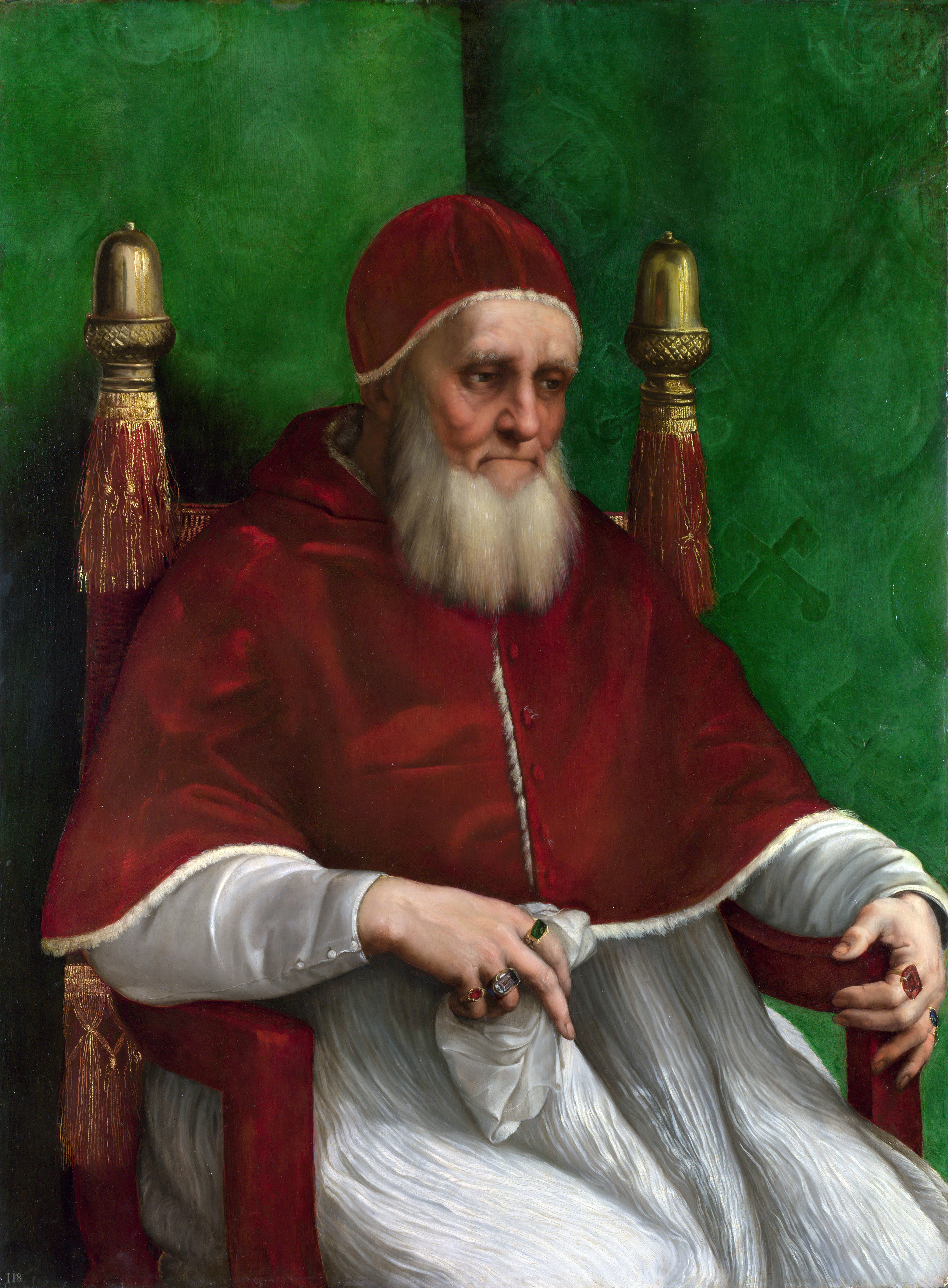
Papa Julio II (1503–1513)
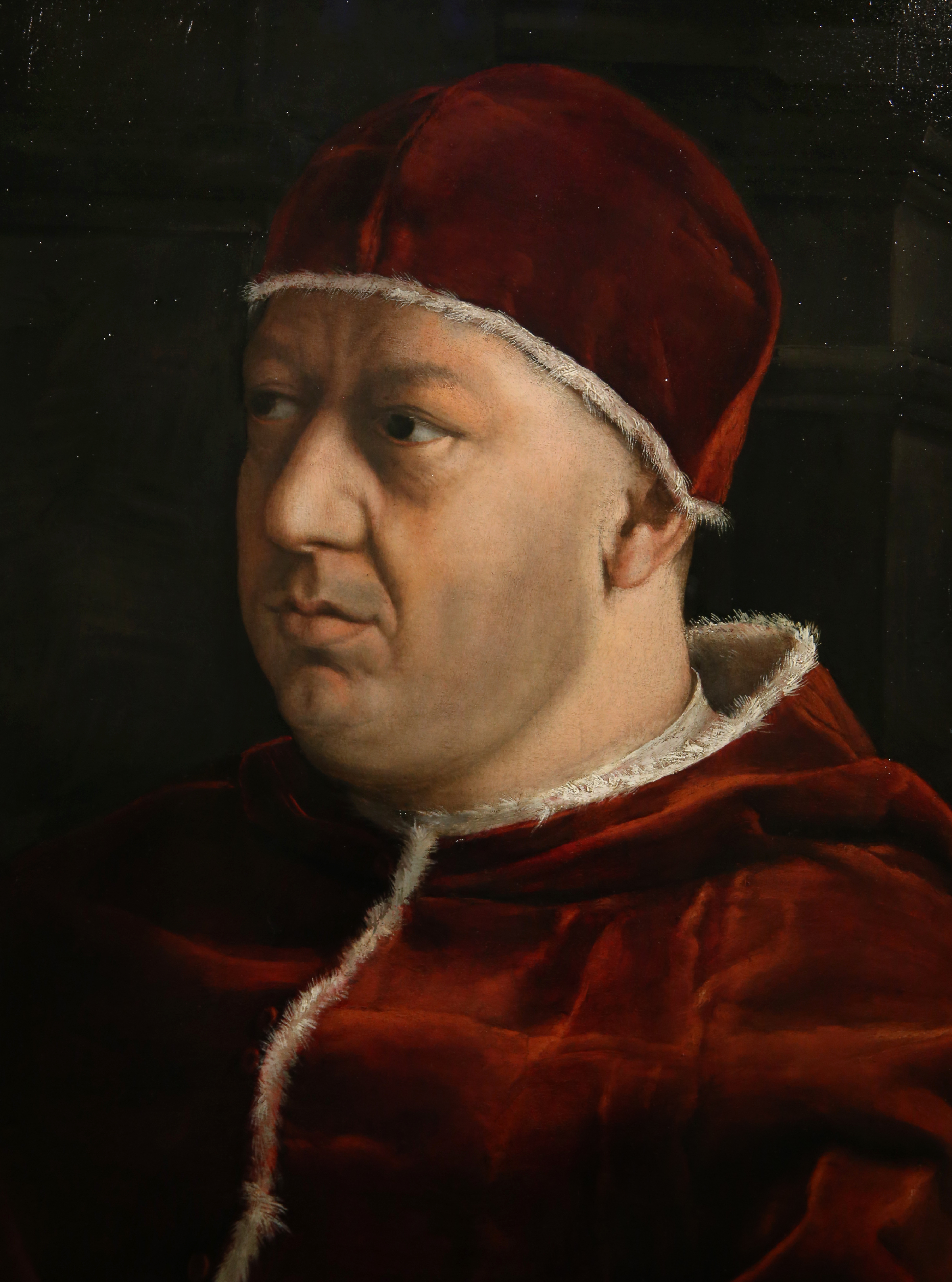
Papa León X (1513–1521)
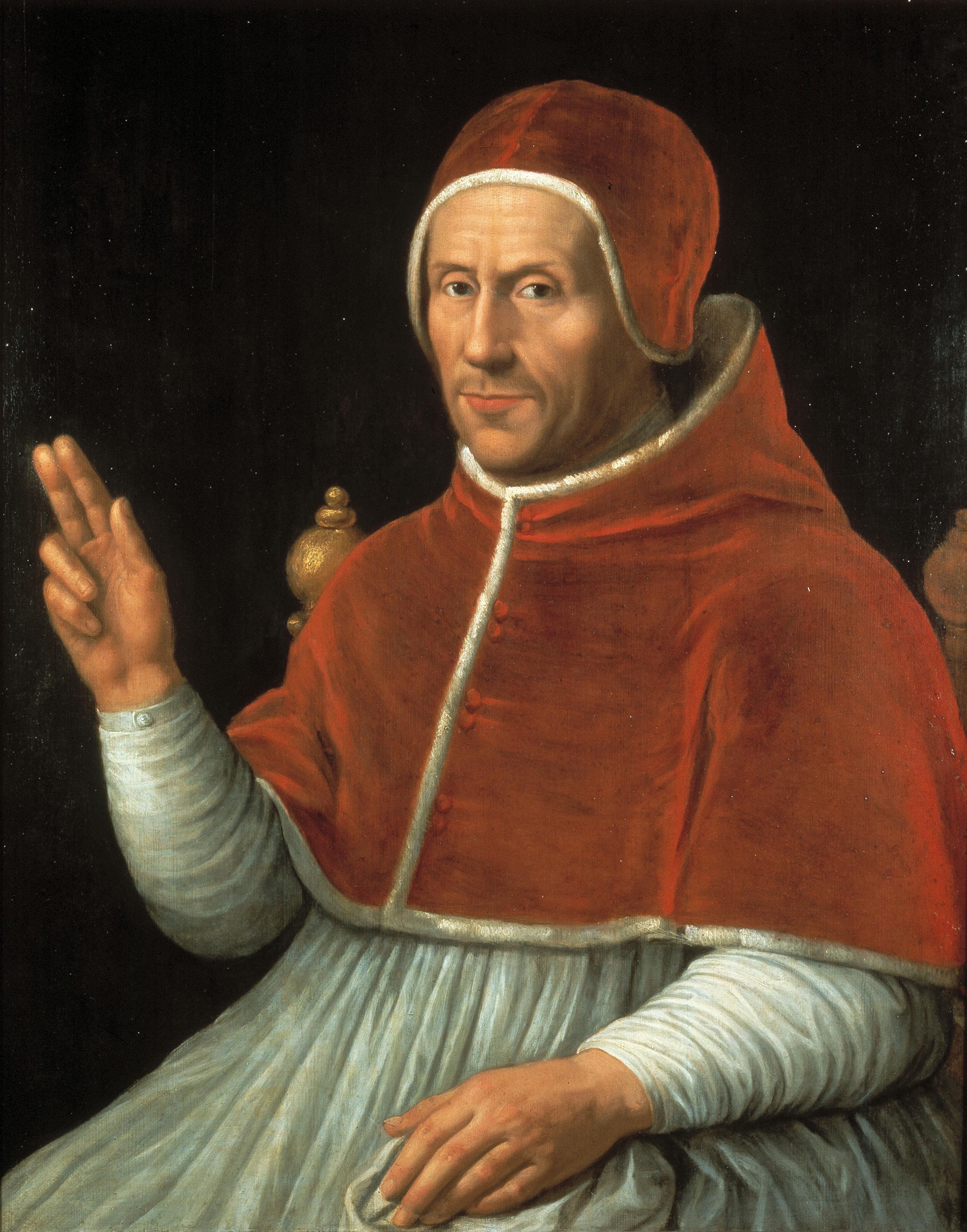
Papa Adriano VI (1522–1523)
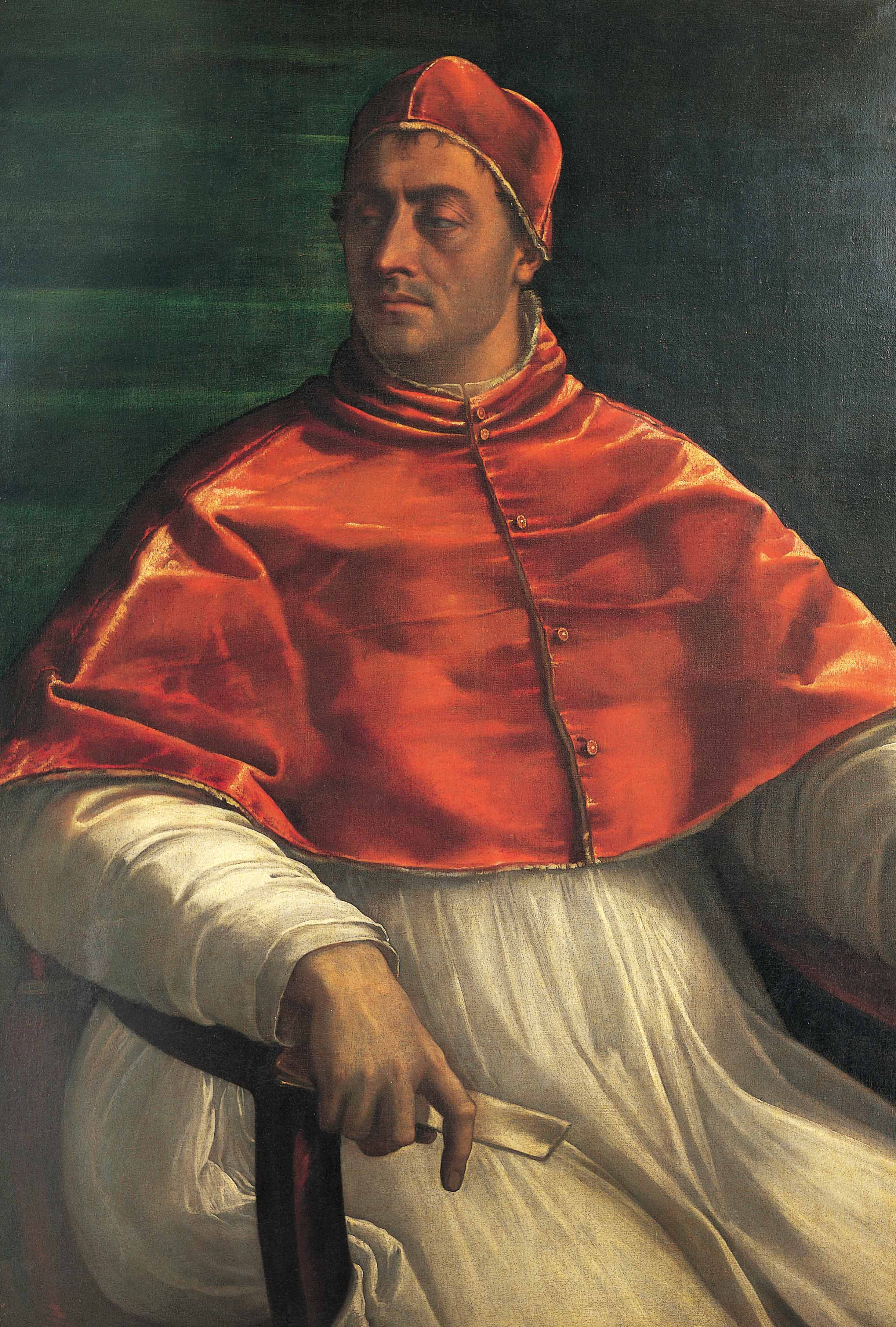
Papa Clemente VII (1523–1534)
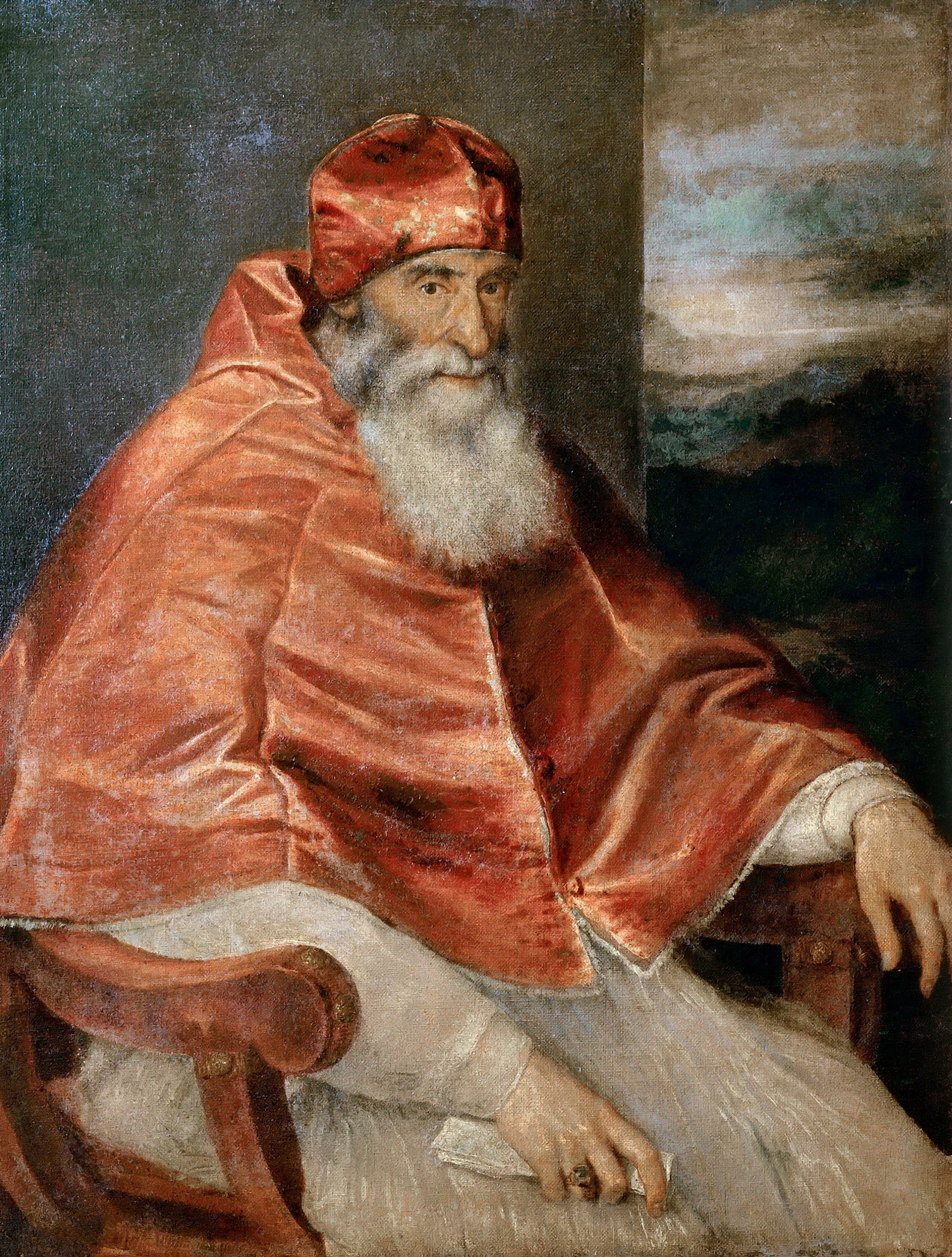
Papa Paulo III (1534–1549)
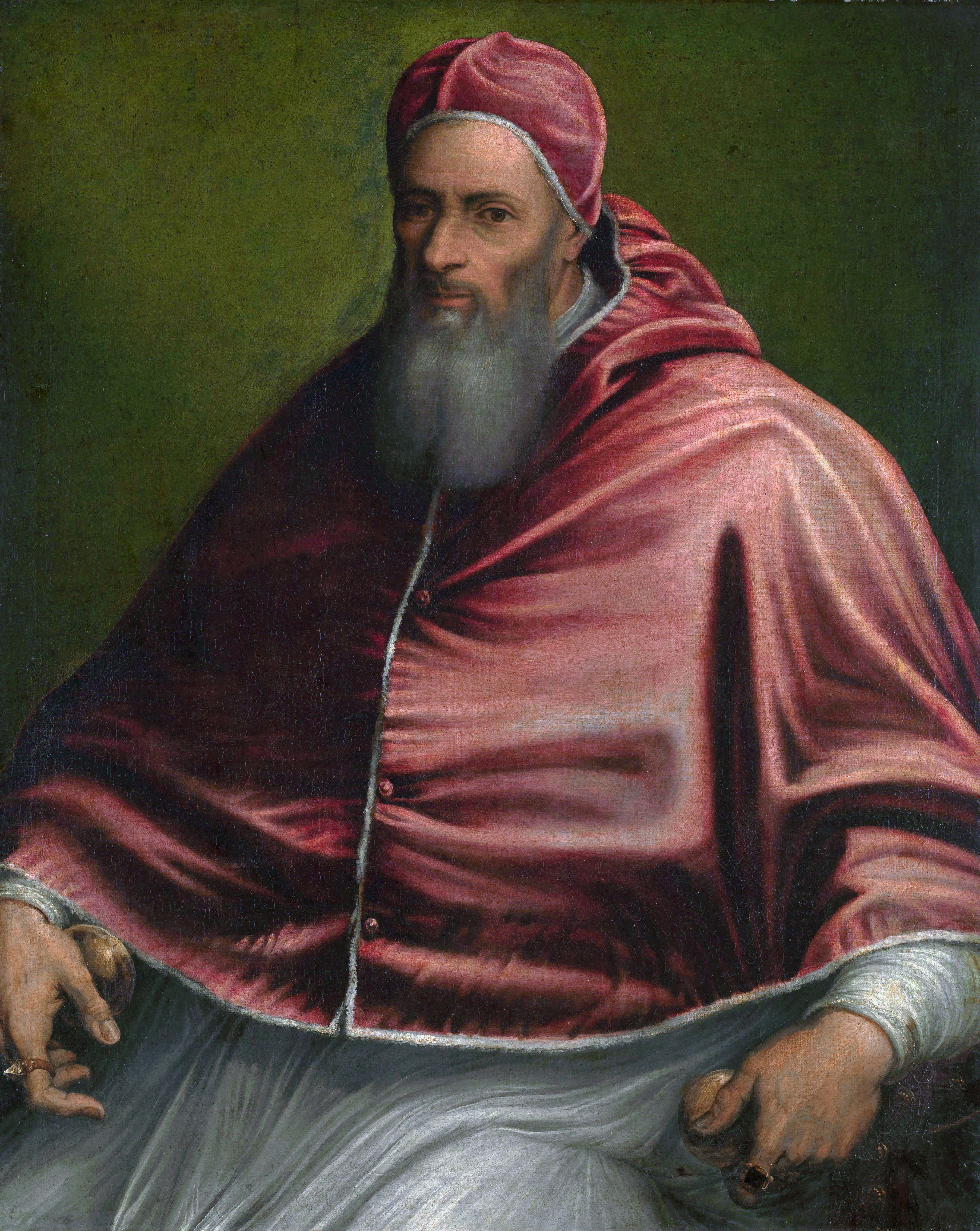
Papa Julio III (1550–1555)
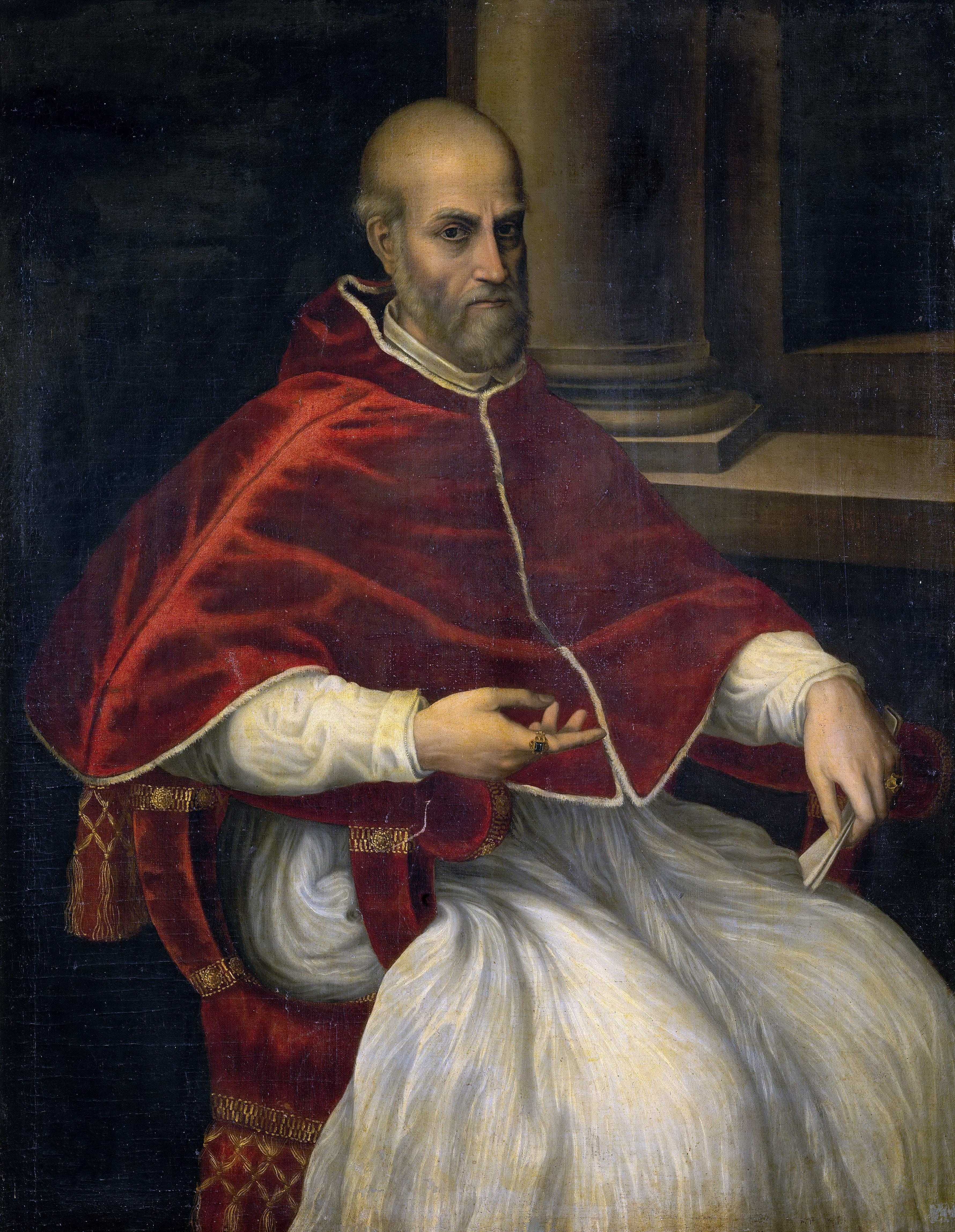
Papa Marcelo II (1555–1555)
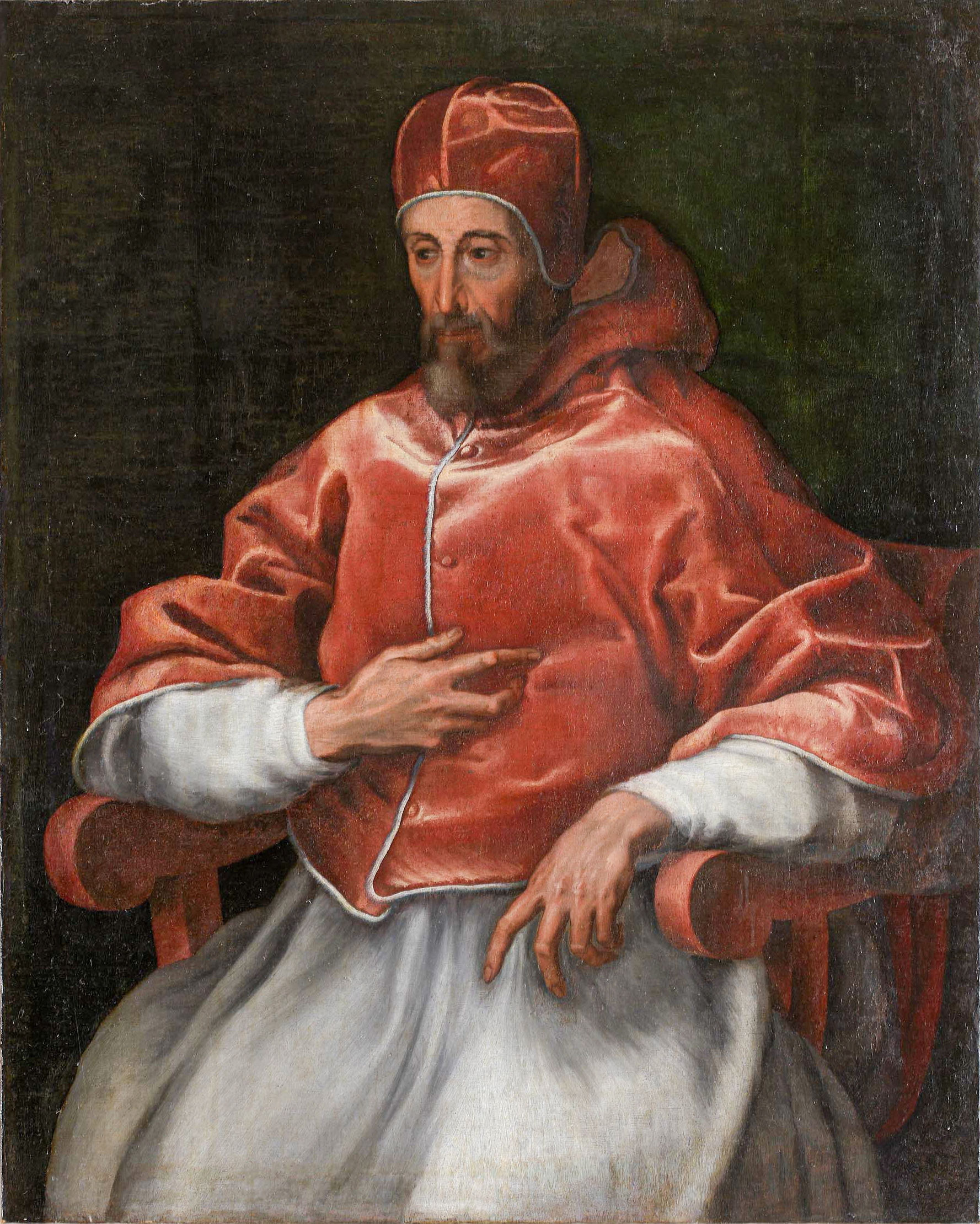
Papa Paulo IV (1555–1559)
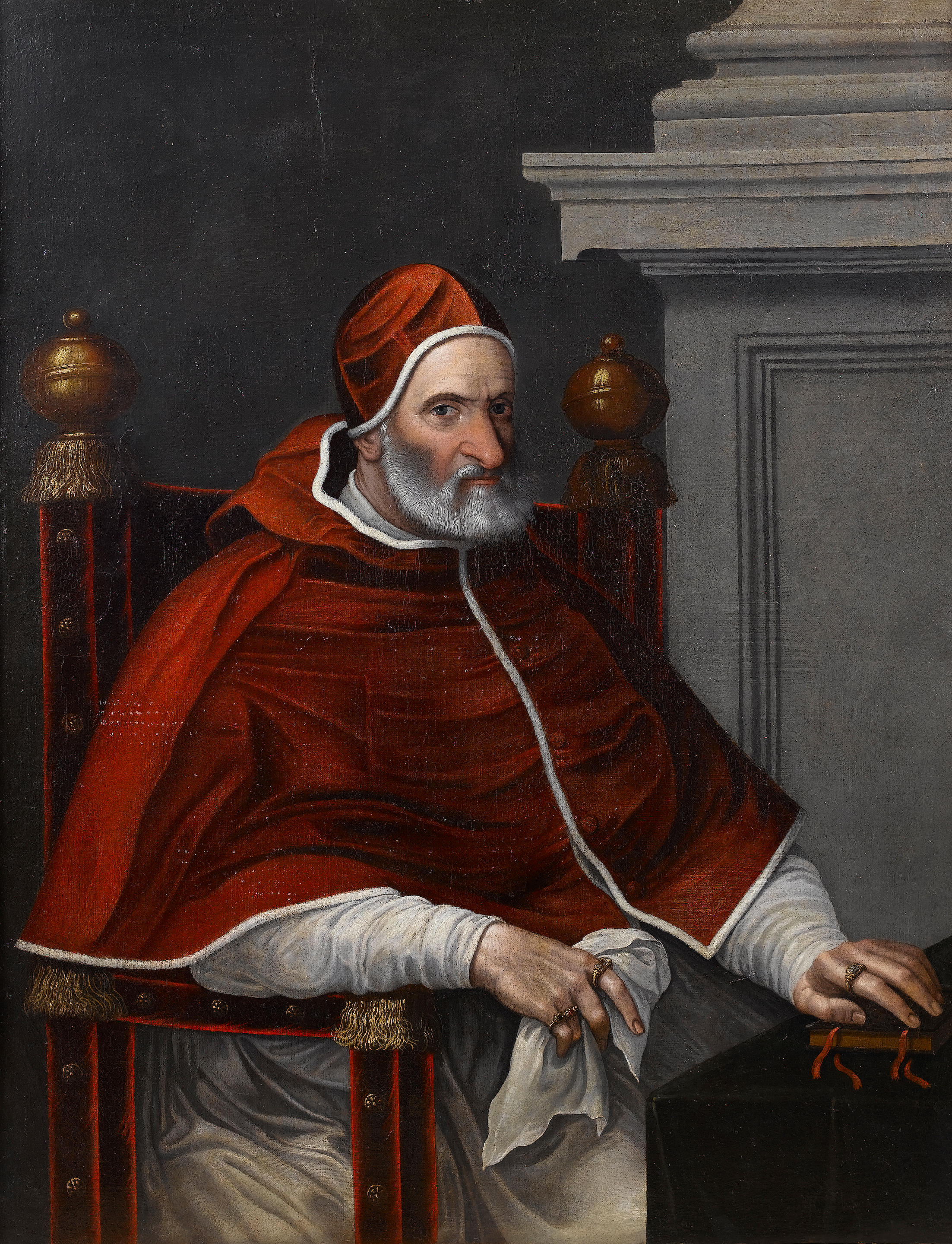
Papa Pío IV (1559–1565)

## Historia
En 1420, el papado volvió a Roma bajo el Papa Martín V. En general, los papas renacentistas que le siguieron priorizaron los intereses temporales de los Estados Pontificios en la política italiana. Además de ser el jefe de la Santa Iglesia Romana, el Papa se convirtió en uno de los gobernantes seculares más poderosos de Italia, firmando tratados con otros soberanos y librando guerras. Sin embargo, en la práctica, gran parte del territorio de los Estados Pontificios sólo estaba controlado nominalmente por el Papa, y en realidad era gobernado por príncipes menores. El control era a menudo disputado; de hecho, hubo que esperar hasta el siglo XVI para que el Papa tuviera un verdadero control sobre todos sus territorios.
Numerosos papas durante este período utilizaron las finanzas y los ejércitos papales para imponer y ampliar las antiguas reivindicaciones territoriales y de propiedad del papado como institución, por ejemplo, el papa Julio II y la Liga de Cambrai; el Papa Clemente VII y la Guerra de la Liga de Cognac. Antes del Cisma de Occidente, el papado obtenía gran parte de sus ingresos del "vigoroso ejercicio de su oficio espiritual"; sin embargo, durante el Renacimiento, los papas dependían en gran medida de los ingresos financieros de los propios Estados Pontificios. Al intentar aumentar el territorio de los Estados Pontificios, el papa Julio II llegó a ser conocido como "el papa guerrero" por sus continuas campañas militares. Continuó la consolidación del poder en los Estados Pontificios y continuó el proceso de reconstrucción física de Roma. Su proyecto arquitectónico más destacado fue la reconstrucción de la Basílica de San Pedro.
Algunos papas del Renacimiento utilizaron las finanzas y los ejércitos papales para enriquecerse a sí mismos y a sus familias; por ejemplo, el papa Alejandro VI utilizó el poder del patrocinio papal para financiar las guerras de su hijo César Borgia en toda Italia. Asimismo, el Papa León X involucró a los ejércitos papales en la lucha de la prolongada Guerra de Urbino, un esfuerzo por asegurar el gobierno del sobrino del Papa Lorenzo II de Medici sobre esa ciudad. La Guerra de Urbino contribuyó, en gran parte, a endeudar profundamente al papado.
Con ambiciosas agendas temporales que iban desde las campañas militares hasta las artes, los papas del Renacimiento ampliaron el alcance de sus fuentes de ingresos. Famosamente, el papa León X amplió la venta de indulgencias y los cargos burocráticos y eclesiásticos para financiar la reconstrucción de la basílica de San Pedro. La controversia en torno a estas prácticas alcanzó su punto álgido en 1517, cuando Martín Lutero inició la Reforma Protestante, que acabó por escindir la cristiandad occidental en muchas denominaciones.
Los papas de este período gobernaron como monarcas absolutos, pero a diferencia de sus pares europeos, no eran gobernantes hereditaria, por lo que una pluralidad de ellos promovió sus intereses familiares a través del nepotismo. (La palabra nepotismo se refería originalmente a la práctica de los Papas de crear cardenales-sobrinos, cuando apareció en la lengua inglesa hacia 1669). Según Duffy, "el resultado inevitable de todo esto fue la creación de una clase cardenalicia adinerada, con fuertes conexiones dinásticas" Por ejemplo, en 1517, el papa León X nombró a su sobrino cardenalicio Giulio de Medici vicecanciller de la Santa Iglesia Romana (segundo al mando); y finalmente, tras la muerte del primero en 1521, en 1523 el segundo se convirtió en papa Clemente VII.
Según Eamon Duffy, el papado del Renacimiento invoca imágenes de un espectáculo de Hollywood, todo decadencia y arrastre. Los contemporáneos veían la Roma del Renacimiento como nosotros vemos ahora el Washington de Nixon, una ciudad de putas con cuenta de gastos y de chanchullos políticos, donde todo y todos tenían un precio, donde no se podía confiar en nada ni en nadie. Los propios papas parecían marcar la pauta. Como ejemplo de la época y el lugar, se dice que el Papa León X hizo una famosa observación: "Ya que Dios nos ha dado el papado, disfrutemos de él" Varios de los papas del Renacimiento tomaron amantes, tuvieron hijos, se involucraron en intrigas e incluso asesinaron. Por ejemplo, Alejandro VI tuvo cuatro hijos reconocidos, entre ellos el infame asesino César Borgia. Sin embargo, no todos los comentaristas históricos tienen una visión tan sombría del papado del Renacimiento, señalando que las "fechorías (en gran parte exageradas) de algunos de los pontífices de esta época han hecho que mucha gente descarte a todos los "Papas del Renacimiento" como corruptos y mundanos cuando, de hecho, entre sus filas había hombres que eran personalmente rectos, modestos y virtuosos"." El autor continúa citando a Clemente VII como un hombre muy recto, devoto y en absoluto licencioso, pródigo o cruel como se suele pensar de muchos de sus compañeros "Papas del Renacimiento"; asimismo, alaba la "santidad e integridad moral" de Adriano VI.
El papado del Renacimiento comenzó a declinar cuando la Reforma Protestante dividió el cristianismo occidental en denominaciones, y cuando los estados-nación (por ejemplo, Francia, Inglaterra), comenzaron a afirmar diversos grados de control sobre la Iglesia en sus territorios. También contribuyeron otros factores; por ejemplo, a principios de la década de 1520, después de años de gastos inmoderados, la Santa Iglesia Romana estaba al borde de la quiebra; En 1527, los ejércitos del  Emperador del Sacro Imperio Romano Germánico Carlos V saquearon Roma, haciendo que la población de la ciudad disminuyera de 55 000 a 10 000 habitantes en un solo año; y en 1533, Enrique VIII de Inglaterra se separó de la Iglesia Católica para poder casarse con Ana Bolena, iniciando la Reforma Inglesa. Acumulativamente, estos eventos cambiaron la complexión de la Iglesia, alejándola de los valores humanistas ejemplificados por Papas como León X y Clemente VII, hacia la ortodoxia religiosa que se convertiría en sinónimo de la Contrarreforma, y la Inquisición romana. Tras el Concilio de Trento de 1545, el humanismo que en su día fomentó el papado del Renacimiento pasó a considerarse contrario a las enseñanzas de la Iglesia.

## Arte y arquitectura
Debido a que los papas habían estado en el Aviñón o divididos por el cisma desde 1309, Roma permaneció subdesarrollada arquitectónicamente tanto desde una perspectiva utilitaria como artística. Según Duffy, "Roma no tenía ninguna industria excepto la de la peregrinación, ninguna función excepto como capital del papa. " El mecenazgo de las artes y la arquitectura era tanto una cuestión de política papal -para aumentar el prestigio de la institución en su conjunto- como de las preferencias personales de cada uno de los papas. El papa León X es bien conocido por su mecenazgo de  Rafael, cuyas pinturas desempeñaron un gran papel en la redecoración del Vaticano. El Papa Sixto IV inició un gran impulso para rediseñar y reconstruir Roma, ensanchando las calles y destruyendo las ruinas en ruinas, encargando la Capilla Sixtina y convocando a muchos artistas de otras ciudades-estado italianas. El Papa Nicolás V fundó la Biblioteca Vaticana.

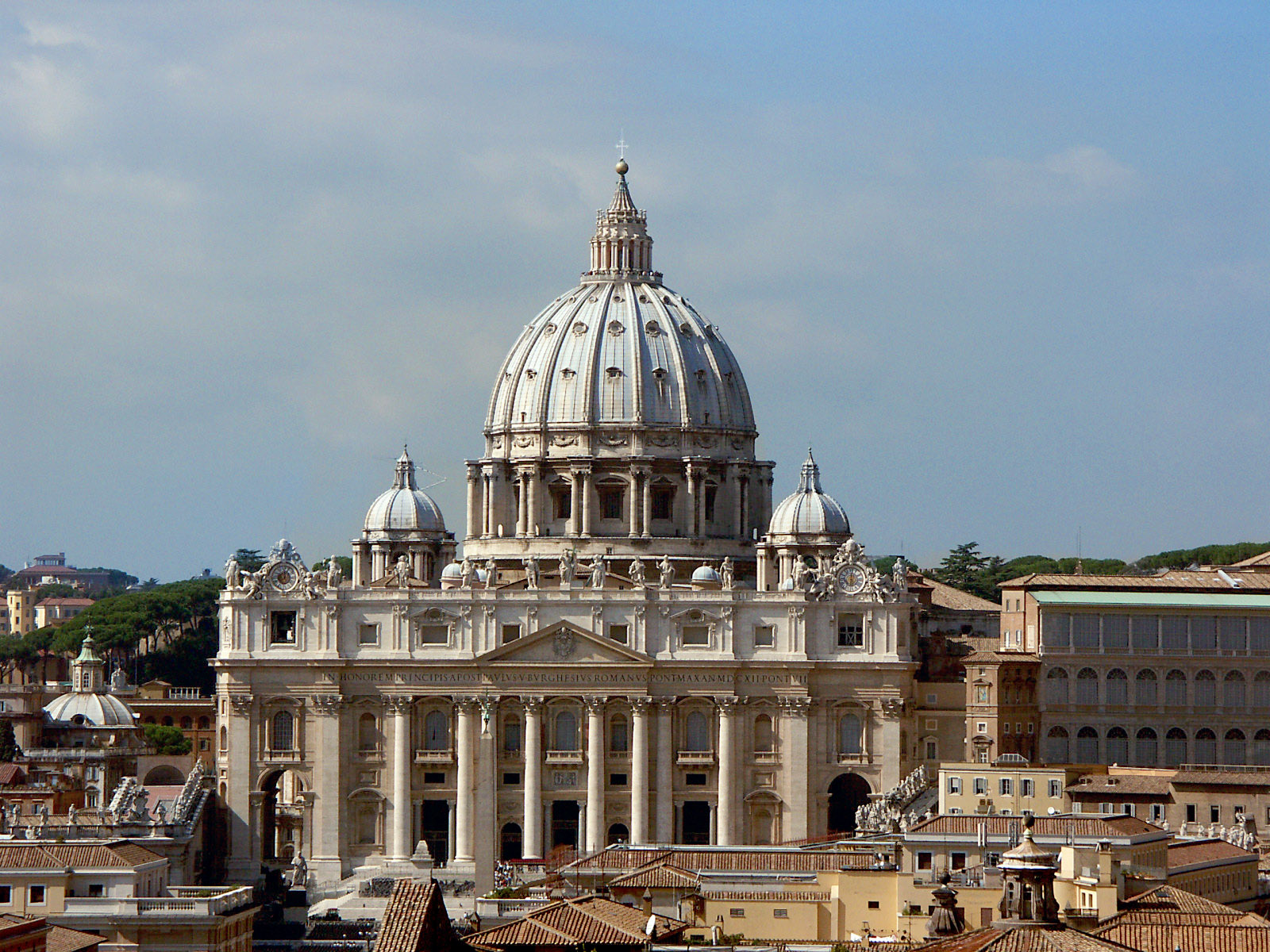
La reconstrucción de la Basílica de San Pedro comenzó en 1506
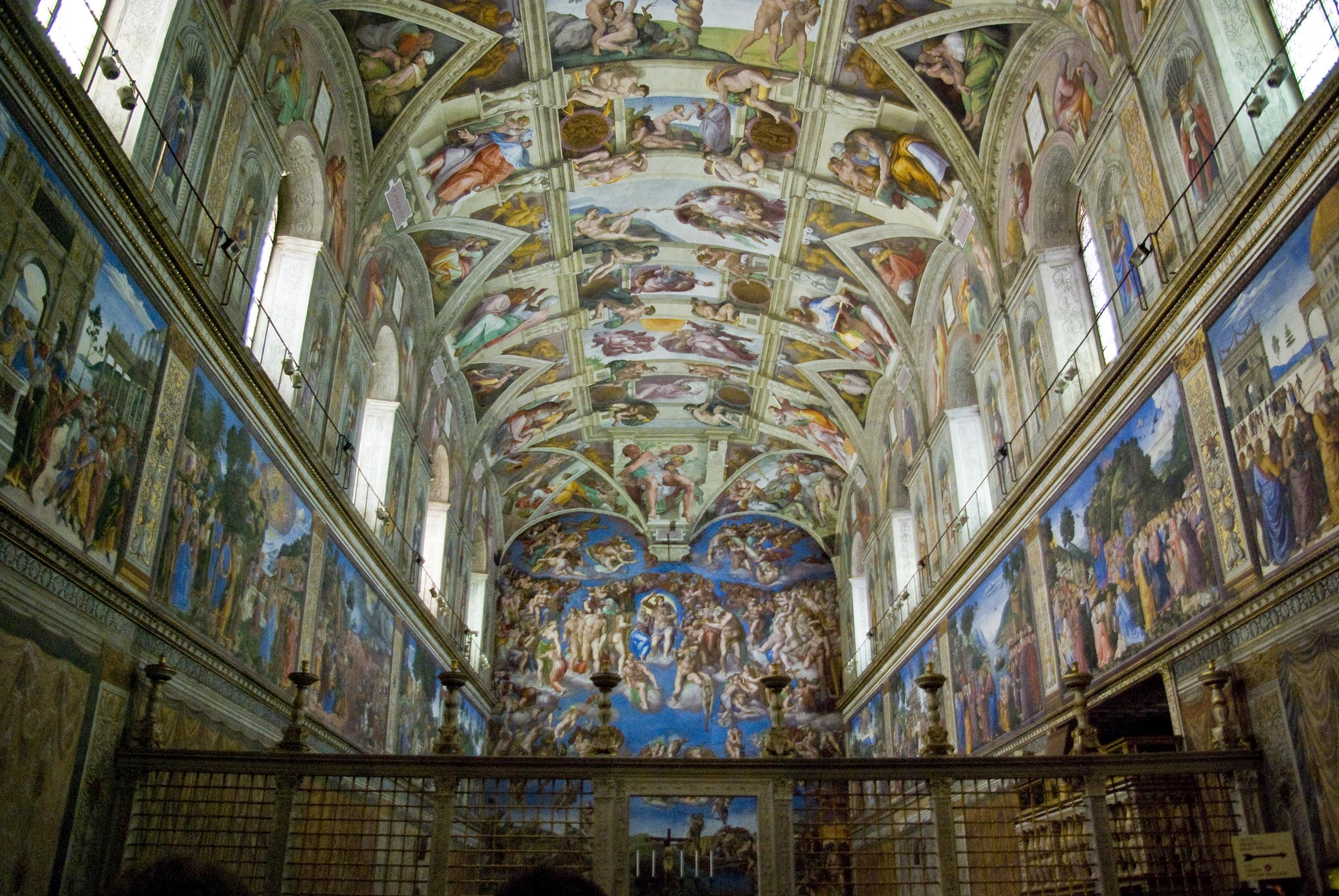
La Capilla Sixtina fue pintada entre 1481 y 1512
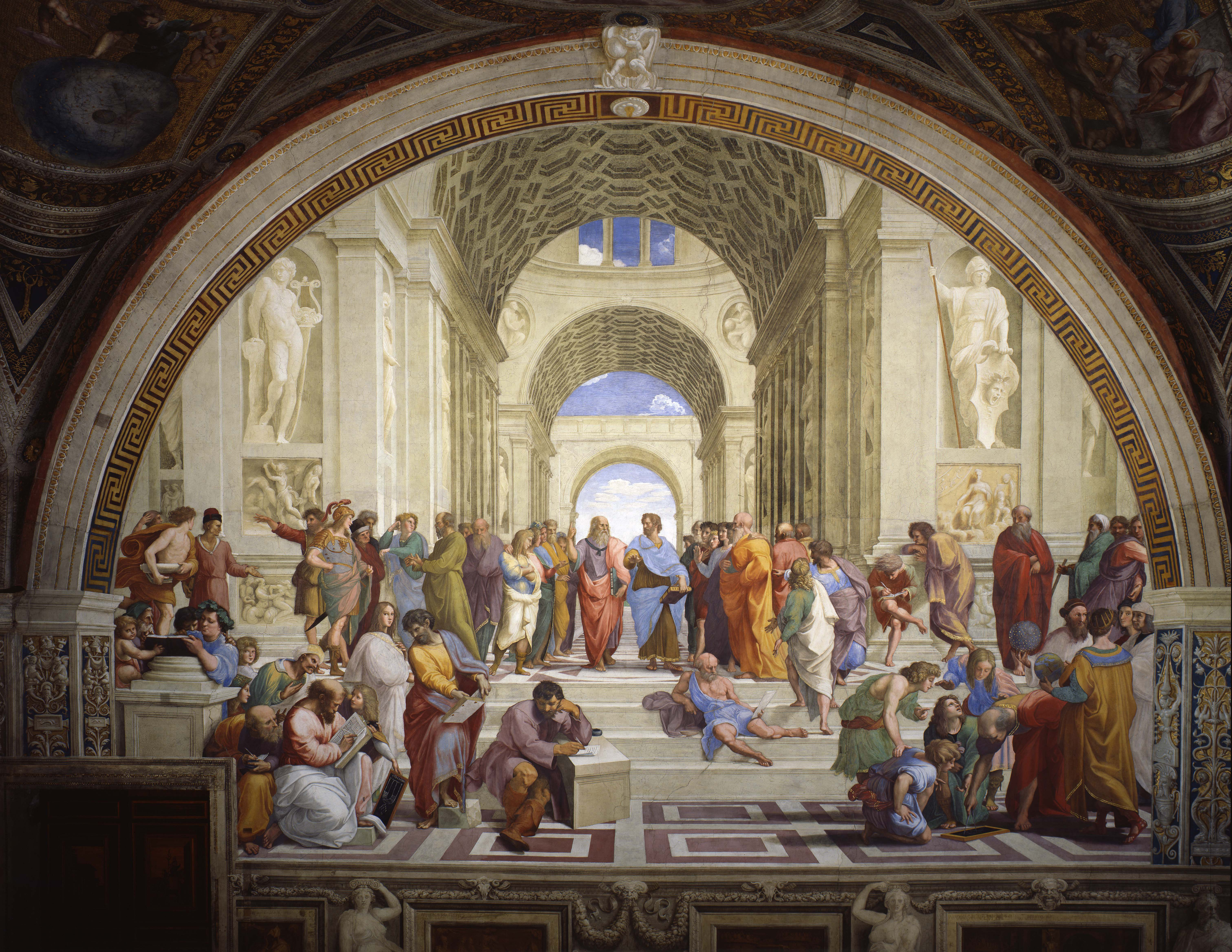
La Escuela de Atenas (1509-1511) de las Habitaciones de Rafael
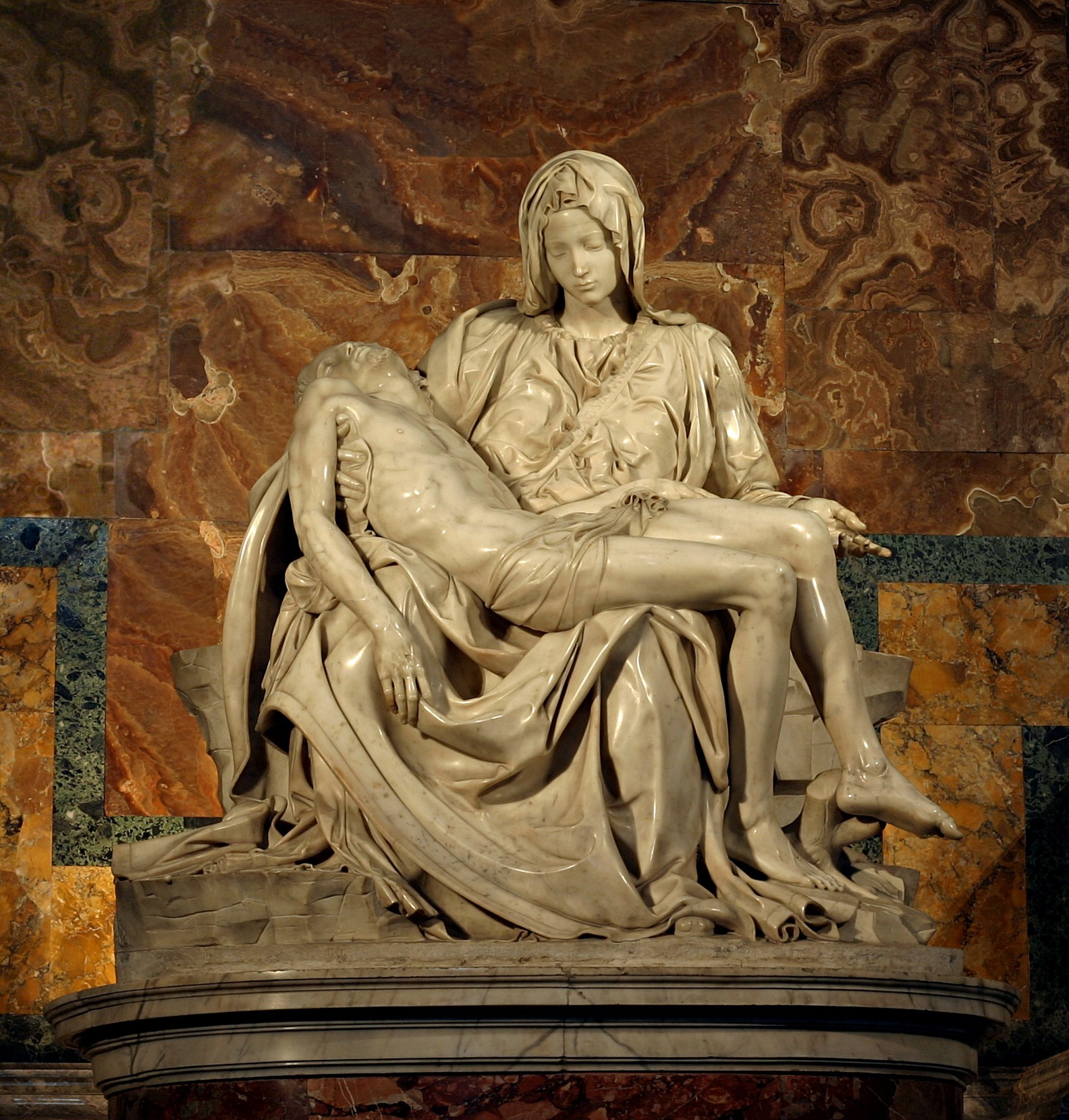
La Piedad de Miguel Ángel, terminada en 1499
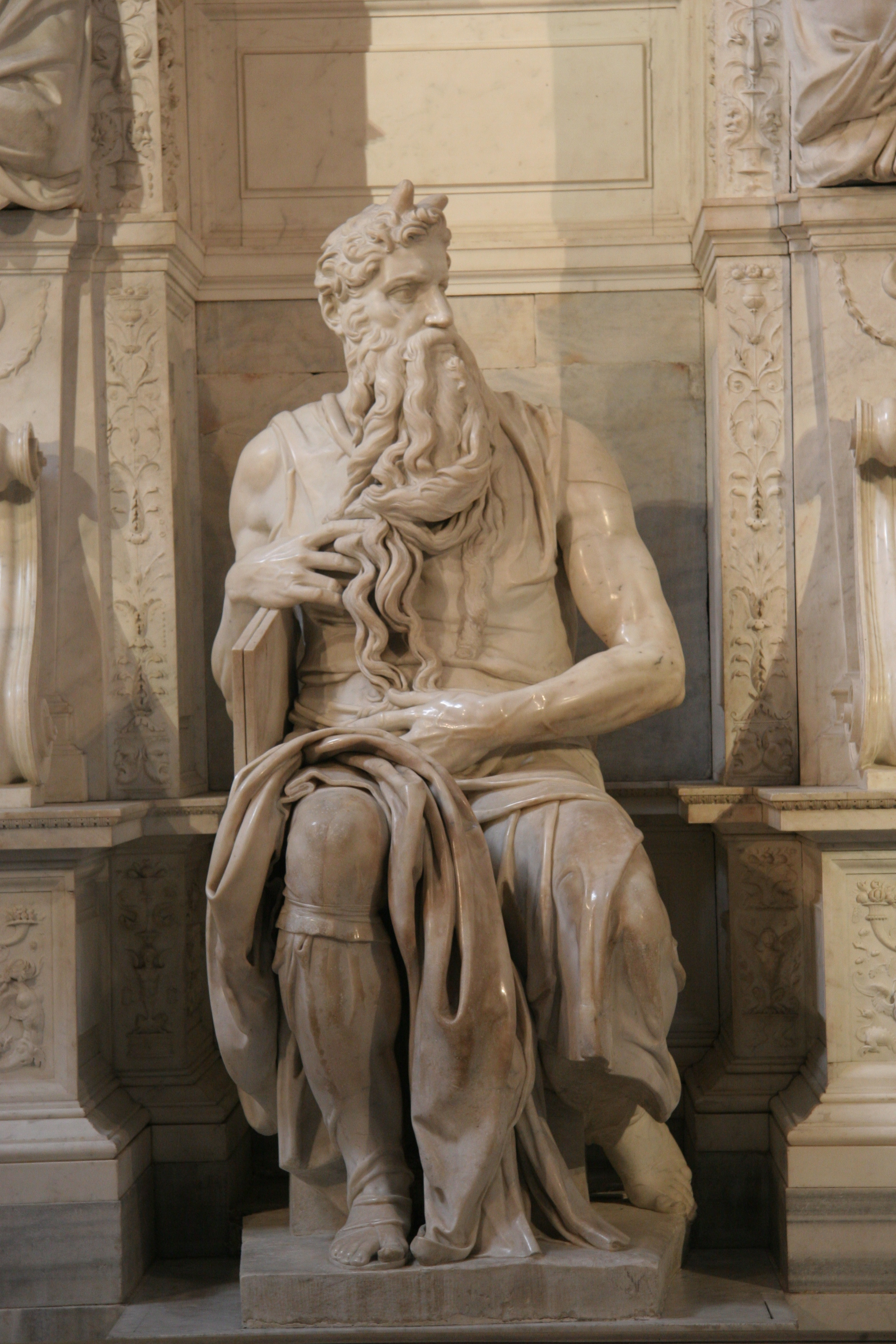
Julio II encargó Michelangelo's Moses (1513-1515) para su tumba
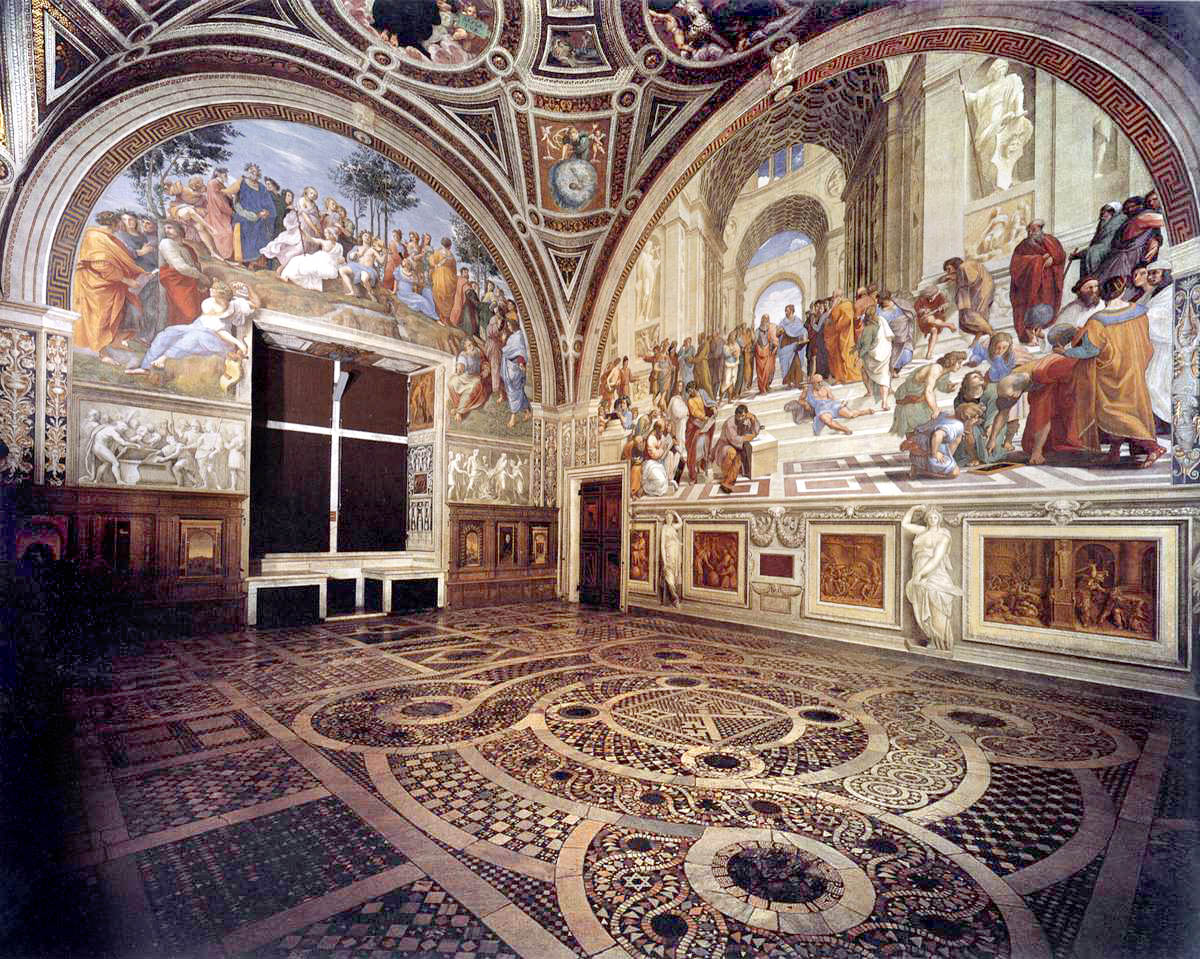
La Stanza della Segnatura de Rafael, un conjunto de apartamentos para el Papa Julio II

## Teología

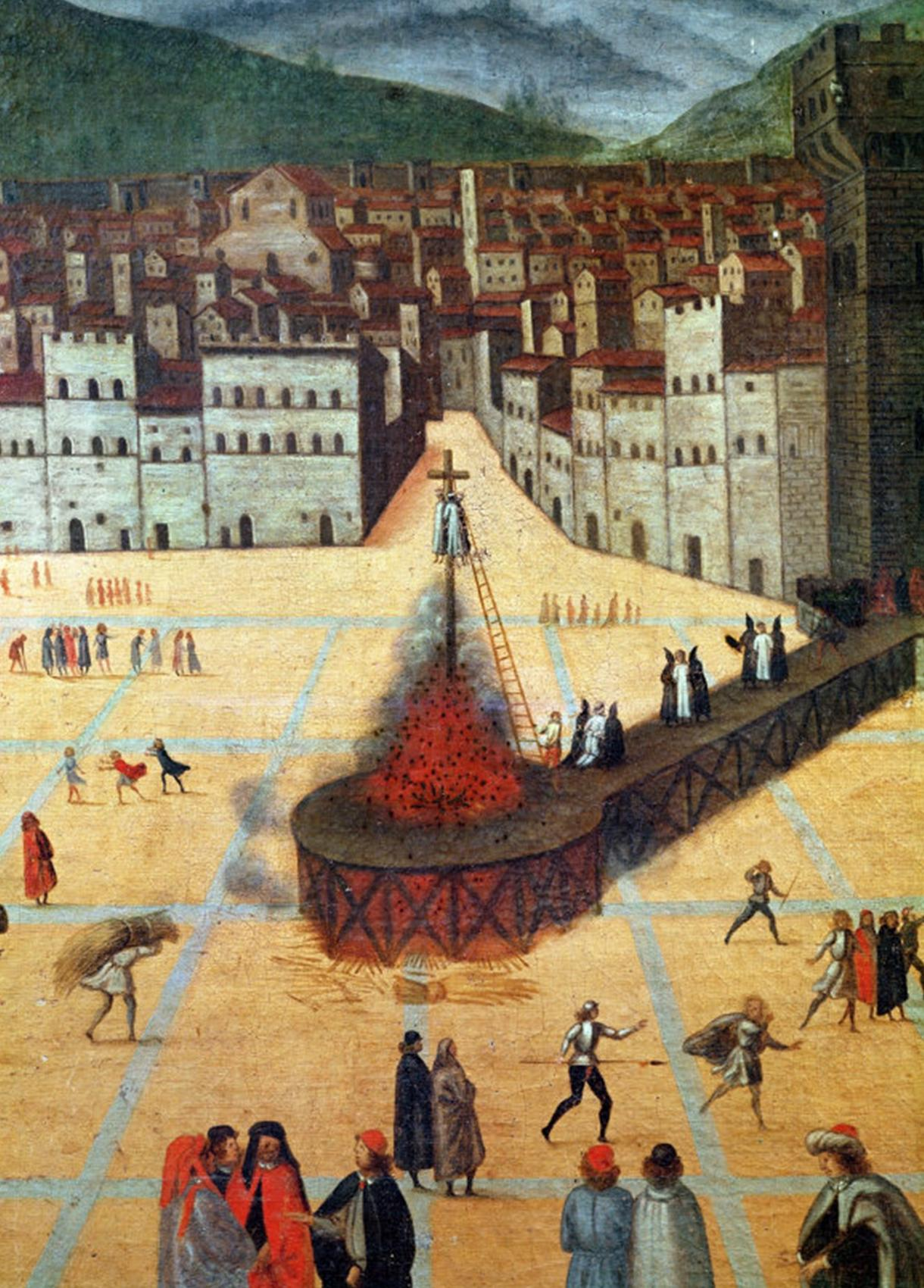
Ejecución de Savonarola

La "maquinaria inquisitorial" para hacer frente a la herejía se mantuvo en gran medida sin cambios desde el siglo XIII. Los dos principales movimientos reprimidos sin éxito durante este periodo fueron la  Lolardía de Juan Wycliffe y el  Husitismo de Jan Hus. Las voces críticas con la mundanidad del papado -como Savonarola en Florencia- fueron excomulgadas. Críticos como Desiderio Erasmo, que seguían comprometidos con la reforma y no con el cisma, recibieron un trato más favorable. El renacimiento de la literatura griega durante este periodo puso de nuevo de moda el platonismo en los círculos intelectuales católicos.
Este fue un período de disminución de la religiosidad entre los papas. Aunque Adriano VI dijo misa todos los días durante el año que fue papa, no hay pruebas de que sus dos predecesores -el papa Julio II y el papa León X- celebraran alguna vez la misa.
Las reformas del Concilio de Constanza fueron poco ambiciosas y no se aplicaron. El conciliarismo-un movimiento para afirmar la autoridad de los concilios ecuménicoss sobre los papas-también fue derrotado; la supremacía papal se mantuvo y se fortaleció a costa del prestigio moral del papado. El papel del Colegio Cardenalicio en la elaboración de políticas teológicas y temporales también disminuyó durante este período. Según Duffy, "el único lugar donde los cardenales eran supremos era en el Cónclave."
Los abusos percibidos en este periodo, como la venta de indulgencias, se amontonaron sobre las diferencias teológicas preexistentes y los llamamientos a la reforma, culminando en la Reforma Protestante. León X y Adriano VI "fracasaron totalmente en comprender la gravedad" del apoyo de Martín Lutero en Alemania, y su respuesta al surgimiento del protestantismo fue ineficaz.